# КК Олимпијакос
Кошаркашки клуб Олимпијакос (грч. ΚΑΕ Ολυμπιακός), познат и као Олимпијакос Пиреј, грчки је кошаркашки клуб из Пиреја. Клуб је основан 1931. године, део је спортског друштва Олимпијакос и један је од најуспешнијих клубова у Грчкој. У сезони 2024/25. такмичи се у Првој лиги Грчке и у Евролиги.

## Историјат
Прве велике успехе овај клуб је доживео деведесетих година (од 1993. до 1997). Тренер је био Јанис Јоанидис, а главни играч Жарко Паспаљ (просек поена у првој сезони 32, а другој 25). После једног финала освојене су још две титуле, а потом је Паспаљ прешао у Панатинаикос. Под вођством Душана Ивковића и предвођен Дејвидом Риверсом и Драганом Тарлаћем Олимпијакос 1997. осваја и европску титулу.
Следи дуг низ сушних година без значајнијих успеха. Док је првих година успех изостао због лошијих финансијских улагања, након тога и због лоших избора играча. Довођени су играчи са огромним платама чак и из НБА лиге, попут Џоша Чилдреса, Линаса Клејзе и других. Једна од ретких успешних трансфера је довођење Милоша Теодосића, тада ширим круговима непознатог плејмејкера који је убрзо постао и МВП Евролиге. Ипак ни то није уродило успехом осим освајања домаћег Купа 2010. године и пласманом на фајнал фор Евролиге.
Ипак срећнија времена су се наслућивала повратком Дуде Ивковића на клупу. Тим се постепено чисти од непотребно скупих играча, а из Панатинаикоса се доводи Спанулис. Иако у првој сезони није успео да направи много, већ следеће долази до огромних успеха. Теодосић није одолео огромној понуди ЦСКА па тим остаје без једног носиоца. Иако се чинило да ће тим бити значајно ослабљен доводе се добре замене попут Кајла Хајнса и Џои Дорсија на центарским позицијама, иако су обојица у висини за ниже крило или бека. Међутим својом снагом су били убојити тандем испод кошева. Висину је допуњавао Перо Антић а мотор екипе је и даље био Василис Спанулис. Показало се као одлично појачање и Ејси Ло који је на пола сезоне дошао из Партизана. Тим је у другом делу сезоне одиграо квалитетно и Дуда је форму екипе темпирао када је било и најпотребније. Успевају да освоје и домаћу лигу после дуго година поста. Још веће изненађење су приредили пласманом на фајнал фор Евролиге. Шта више пласирали су се у финале где су против фаворизоване екипе ЦСКА успелу да се домогну титуле у драматичном финишу кошем Принтезиса у задњој секунди. То је био други највећи успех Олимпијакоса после 1997. године и то опет са Дудом Ивковићем као тренером.

## Успеси

### Национални
- Првенство Грчке:
  - Првак (15): 1949, 1960, 1976, 1978, 1993, 1994, 1995, 1996, 1997, 2012, 2015, 2016, 2022, 2023, 2025.
  - Вицепрвак (24): 1957, 1972, 1973, 1975, 1977, 1979, 1980, 1981, 1986, 1992, 1999, 2001, 2002, 2006, 2007, 2008, 2009, 2010, 2011, 2013, 2014, 2017, 2018, 2024.
- Куп Грчке:
  - Победник (12): 1976, 1977, 1978, 1980, 1994, 1997, 2002, 2010, 2011, 2022, 2023, 2024.
  - Финалиста (10): 1979, 1983, 1986, 2004, 2008, 2009, 2012, 2013, 2018, 2025.
- Суперкуп Грчке:
  - Победник (3): 2022, 2023, 2024.

### Међународни
- Евролига:
  - Победник (3): 1997, 2012, 2013.
  - Финалиста (6): 1994, 1995, 2010, 2015, 2017, 2023.
  - Треће место (3): 1999, 2024, 2025.
  - Четврто место (2): 2009, 2022.
  - Фајнал фор (14): 1994, 1995, 1997, 1999, 2009, 2010, 2012, 2013, 2015, 2017, 2022, 2023, 2024, 2025.
- Интерконтинентални куп:
  - Победник (1): 2013.

## Учинак у претходним сезонама
| Сез.     | Првенство Грчке | Куп Грчке       | Европско такмичење      |
| -------- | --------------- | --------------- | ----------------------- |
| 2008/09. | Вицепрвак       | Финалиста       | Евролига — 4. место     |
| 2009/10. | Вицепрвак       | Победник        | Евролига — Финалиста    |
| 2010/11. | Вицепрвак       | Победник        | Евролига — Четвртфинале |
| 2011/12. | Првак           | Финалиста       | Евролига — Победник     |
| 2012/13. | Вицепрвак       | Финалиста       | Евролига — Победник     |
| 2013/14. | Вицепрвак       | Полуфинале      | Евролига — Четвртфинале |
| 2014/15. | Првак           | Четвртфинале    | Евролига — Финалиста    |
| 2015/16. | Првак           | Четвртфинале    | Евролига — Топ 16       |
| 2016/17. | Вицепрвак       | Полуфинале      | Евролига — Финалиста    |
| 2017/18. | Вицепрвак       | Финалиста       | Евролига — Четвртфинале |
| 2018/19. | —               | Полуфинале      | Евролига — 9. место     |
| 2019/20. | Није учествовао | Није учествовао | Евролига (прекинуто)    |
| 2020/21. | Није учествовао | Није учествовао | Евролига — 12. место    |
| 2021/22. | Првак           | Победник        | Евролига — 4. место     |
| 2022/23. | Првак           | Победник        | Евролига — Финалиста    |
| 2023/24. | Вицепрвак       | Победник        | Евролига — 3. место     |
| 2024/25. | Првак           | Финалиста       | Евролига — 3. место     |